# شعار جمهورية الدومينيكان
يتكون شعار جمهورية الدومنيكان من درع له أربع لأضلاع، منقسمة حسب ألوان العلم. الدرع مُحاط بفرعين من الشجر والنخل. أعلى الشعار توجد كلمة "Dios Patria Libertad"، وهي كلمة إسبانية تعني، «الله، الوطن، الحرية». أما أسفل الشعار توجد كلمة الجمهورية الدومينيكانية. يتوسط الشعار أربعة أعلام للدولة، يتوسطهم الإنجيل و‌صليب ذهبي براق.